# Gymnopleurus laevicollis
Gymnopleurus laevicollis là một loài bọ cánh cứng trong họ Bọ hung (Scarabaeidae).